# 新扬大桥
31°31′59″N 120°19′13″E / 31.53314°N 120.32030°E
新扬大桥，是位于中华人民共和国江苏省无锡市梁溪区的一座大桥，跨京杭大运河。

## 特点
新扬大桥，2008年6月初开工，2009年5月1日竣工。位于金城大桥与华清大桥间，距华清大桥数百米，全桥总长1205.55米，主梁跨度150米，两座主墩高达15米。主线标准段为双向6车道。